# Grosne (Fluss)
Die Grosne ist ein Fluss in Frankreich, der in den Regionen Auvergne-Rhône-Alpes und Bourgogne-Franche-Comté verläuft. Sie entspringt im Gemeindegebiet von Saint-Bonnet-des-Bruyères, entwässert generell Richtung Nordost und mündet nach rund 97 Kilometern im Gemeindegebiet von Marnay als rechter Nebenfluss in die Saône. Auf ihrem Weg durchquert sie die Départements Rhône und Saône-et-Loire.

## Orte am Fluss
- Saint-Pierre-le-Vieux
- Saint-Léger-sous-la-Bussière
- Cluny
- Massilly
- Cormatin
- Malay
- Savigny-sur-Grosne
- Messey-sur-Grosne
- Beaumont-sur-Grosne
- Saint-Ambreuil
- Saint-Cyr
- Marnay